# Simerija
Ovo je članak o izmišljenoj zemlji iz knjiga i stripova o Konanu. Za članak o narodu koji je živeo na obali Crnog mora u VIII i VII veku pre nove ere pogledajte Kimerijci
Simerija (engl. Cimmeria) je izmišljena zemlja varvara na drevnoj zemlji (cp. Hiborijansko doba) i rodna zemlja Konana Varvarina u delima Roberta E. Hauarda.
Hauardova Simerija opisana je kao zemlja grubih predela ispresecana planinama i mračnih, senovitih šuma. Njeni stanovnici zovu se Simerijanci. Simerija se nalazi severno od Aklvilonije od koje je razdvaja uska traka Bosonskih klisura i Gunderland. Pitska divljina nalazi se severno od Simerije. Visoke Ajglofske planine ograđuju zemlju od Vanhajma i Asgarda na severu.

## Istorijski nazivi
Nazivi Cimmeria i Cimmerian postojali su u engleskom i mnogim drugim jezicima pre Hauarda. Njihove uobičajene adaptacije na srpski jezik jesu „Kimerija“ i „Kimerijac“.